# نولا أوكس
نولا (هيل) أوكس (بالإنجليزية: Nola Ochs)‏ (ولدت في 22 نوفمبر 1911 - 9 ديسمبر 2016) هي خريجة جامعية أمريكية. في 14 مايو 2007 سجّلت رقما قياسيا جديدا في موسوعة جينيس بوصفها أكبر خريجة جامعية سنا بعد أن نالت ديبلوما في جامعة فورت هايز في مدينة هايز بولاية كانساس بعمر ناهز الـ95 عاما.
نالت درجة البكالوريوس في الدراسات العامة مع تخصص في التاريخ وتخرجت في نفس وقت تخرج حفيدتها أليكساندرا أوكس التي بلغت من العمر 21 عاما وقتها.
نولا كانت من سكان جتمور، كانساس الأصليين. حضرت أول محاضرة جامعية في ذات الجامعة في 1930 والتي كانت تدعى حينها جامعة ولاية كانساس. نولا وزوجها فيرنون أوكس ربّيا أربعة أبناء (الذين بدورهم منحوهم 13 حفيدا و15 من أبناء الأحفاد) في حظيرة العائلة.
درست دورات جامعية مجددا من جامعة دودج سيتي في مدينة دودج سيتي بكانساس بعد وفاة زوجها ذو الـ39 عاما في 1972. وبعد أن أدركت أنه لم يتبق لها سوى 30 ساعة لتحوز درجة البكالوريوس، انتقلت نولا 100 ميل من مزرعة العائلة إلى سكن جامعي في هايز لإنهاء دراساتها لنيل البكالوريوس. أثناء سنتها الأولى في فورت هايز، أخبرت نولا الصحفيين أنها ترغب بعد تخرجها أن تكون ساردة حكايات على مركب بحري.
من ضمن إنجازاتها أن تم تسميتها «قائدة العام لولاية كانساس» لعام 2007، وتم منحها دبلوما من قبل حاكمة ولاية كانساس كاثلين سيبيلياس. تم إذاعة حلقات متلفزة عن نولا على ذا إيرلي شو, إم إس إن بي سي، وسي بي إس نيوز وبرامج أخرى. تم استضافتها في جزء من حلقة ذا تونايت شو بعد أسبوع من تخرجها حيث شاركت بعض الضحكات مع جاي لينو.
بعد تخرجها، عينتها الأميرة كروزيز كضيفة محاضِرة في رحلة بحرية للكاريبي استغرقت 9 أيام. شاركت نولا حفيدتها أليكساندرا في هذه المغامرة. بعد أن أخذت نولا بعض الوقت لمساعدة عائلتها في حصد محصول القمح، بدأت في الدراسة لدرجة الماجستير في الدراسات الحرة من جامعة فورت هايز في أغسطس 2007. نالت درجة الماجستير في 15 مايو 2010 مما جعلها أكبر من نالوا الماجستير سنا الذي بلغ حينها 98 عاما. وفقا لبيان صحفي صادر عن الجامعة في 11 أغسطس 2006، قالت نولا «أنا لا أتابع كم بلغ عمري، لكني أستطيع إخباركم أني ولدت في نوفمبر 1911.» علّقت أيضا «لقد عشت حياة طويلة وممتعة. لقد مضينا خلال العواصف الترابية. مررنا ببعض الأوقات العصيبة في زواجنا ماديا. ولكنها كانت مشيئة المولى أني عشت هذه الحياة الطويلة وأنا أحمده جزيلا على ذلك.» بدءًا من ذكرى ميلادها المئة في نوفمبر 2011 أصبحت طالبة ماجستير الآداب ومعيدة في ذات الجامعة.

## روابط خارجية
- مقابلة مع أوكس
- مقابلة مع أوكس بعد نيل الماجستير